# Завод добрив в Сарріоні
Завод добрив в Сарріоні – виробничий майданчик в центральній частині  Іспанії.
В 1986 році компанія Agrimartín, що потім була перейменована на Térvalis, відкрила в Сарріоні свій перший завод з виробництва органічних добрив з овечого гною. Безпосереднім власником заводу наразі виступає її дочірня структура Fertinagro Tecnos Maxima.
В 1995-му майданчик в Сарріоні суттєво розширили та організували тут продукування фосфорного добрива – суперфосфату. Технологія його виробництва передбачає розклад фосфоритів сульфатної кислотою, при цьому з початку 2010-х фосфорити можуть постачатись з сенегальської копальні Лам-Лам, в якій Térvalis співвласником.
В якийсь момент до асортименту продукції також увійшли гранульовані комплексні добрива, такі як азотно-фосфорно-калійній та фосфорно-калійні.
Станом на кінець 1990-х група Agrimartín могла виробляти 100 тисяч тонн суперфосфату. Наразі на сайті власника потужність заводу в Теруелі зазначена як 300 тисяч тонн твердих добрив, а також 200 тисяч тонн нафпівбарикатів, отриманих шляхом солюбілізації, які відправляють на інші заводи групи.